# Deep Cuts
Deep Cuts е вторият студиен албум на шведската електронна група The Knife. В Швеция е издаден на 17 януари 2003 от тяхната собствена звукозаписна компания Rabid Records. Във Великобритания албумът е издаден на 11 октомври 2004, а през 2006 е преиздаден отново във Великобритания от Brille Records, този път с допълнителен материал към него. Преиздаденият вариант на албума съдържа:
- три допълнителни песни, които впоследствие са включени в саундтрака Hannah med H от шведския игрален филм със същото име
- три допълнителни ремикса на песни от настоящия албум
- ДВД с всички направени дотогава видеоклипове на групата

На 31 октомври 2006 албумът излиза в Щатите като комплект заедно с дебютния им едноимен албум The Knife и е издаен там от Mute Records.
От този албум са издадени като сингли:
- Heartbeats
- Pass This On
- You Take My Breath Away
- Got 2 Let U
- Rock Classics – не е официален сингъл, но е организиран конкурс за създаване на клип към песента

## Песни
1. Heartbeats – 3:52
2. Girls' Night Out – 3:38
3. Pass This On – 3:48
4. One for You – 3:48
5. The Cop – 0:44
6. Listen Now – 2:50
7. She's Having a Baby – 2:10
8. You Take My Breath Away – 4:27
9. Rock Classics – 4:56
10. Is It Medicine – 2:23
11. You Make Me Like Charity – 3:05
12. Got 2 Let U – 3:59
13. Behind the Bushes – 4:15
14. Hangin' Out – 1:04

- Преиздадената версия на албума във Великобритания съдържа следните песни:

1. This Is Now – 3:55
2. Handy-Man – 2:41
3. The Bridge – 3:52
4. "Pass This On (Dahlbäck and Dahlbäck Remix)" – 5:32
5. Heartbeats (Rex the Dog Remix) – 6:12
6. You Take My Breath Away (Mylo Remix) – 7:12

## DVD
Бонус ДВД-то към преиздадената версия на Deep Cuts във Великобритания съдържа следните клипове:
1. When I Found The Knife (кратко анимационно филмче, разказващо измислена история за The Knife)
2. You Take My Breath Away (II)
3. Handy-Man
4. Pass This On
5. You Take My Breath Away (I)
6. Heartbeats
7. N.Y Hotel